# Dragon (disc de Loudness)
Dragon és el tretzè àlbum del grup de música heavy metal Loudness, publicat el 1998.

## Cançons
1. Miles High
2. Dogshit
3. Wicked Witches
4. Crazy Go Go
5. Voodoo Voices
6. (Instrumental)
7. Babylon
8. Crawl
9. Forbidden Love
10. Mirror Ball
11. Taj Mahal
12. Nightcreepers

## Formació
- Masaki Yamada: Veus
- Akira Takasaki: Guitarra
- Naoto Shibata: Baix
- Hirotsugu Homma: Bateria